# Thalassarche cauta
Thalassarche cauta là một loài chim trong họ Diomedeidae.